# Hopeless Fountain Kingdom World Tour
Hopeless Fountain Kingdom World Tour è stato il secondo tour musicale della cantautrice statunitense Halsey, a supporto del suo secondo album in studio Hopeless Fountain Kingdom (2017).

## Scaletta
Questa è la scaletta del concerto del 31 ottobre 2017 a Phoenix. Non è pertanto rappresentativa di tutti i concerti.
 Act 1 
"The Prologue Intro" (Contiene elementi di "Hold My Liquor" di Kanye West)
1. Eyes Closed
2. Hold Me Down
3. Castle

"Good Mourning" (Video Interlude)
1. Heaven in Hiding
2. Strangers
3. Roman Holiday

 Act 2 
1. Walls Could Talk
2. Bad at Love
3. Alone

 Act 3 
1. Closer (Acoustic)
2. Sorry
3. Angel on Fire

STAGE B:
1. Lie
2. Don't Play

STAGE A:
1. Ghost
2. Is There Somewhere

 Act 4 
1. Now or Never
2. Colors
3. Young God

 Encore 
1. Gasoline
2. Hurricane

### Variazioni della scaletta
- Dalla data del 11 luglio 2018, Bad at Love è stata spostata alla fine come ultima canzone dello show.

## Artisti d'apertura
La seguente lista rappresenta il numero correlato agli artisti d'apertura nella tabella delle date del tour.
- PartyNextDoor = 1
- Charli XCX = 2
- Cashmere Cat = 3
- Kehlani = 4
- Lauren Jauregui = 5
- Sasha Sloan = 6
- Jessie Reyez = 7
- Chelsea Cutler = 8
- 070 Shake = 9
- Niki = 10
- Raye = 11
- Alma = 12

## Date del tour
| Data              | Città             | Stato         | Luogo                                                | Artisti d'apertura |
| Nord America      | Nord America      | Nord America  | Nord America                                         | Nord America       |
| ----------------- | ----------------- | ------------- | ---------------------------------------------------- | ------------------ |
| 29 settembre 2017 | Uncasville        | Stati Uniti   | Mohegan Sun Arena                                    | 1 ; 2              |
| 4 ottobre 2017    | Toronto           | Canada        | Air Canada Centre                                    | 1 ; 2              |
| 6 ottobre 2017    | Boston            | Stati Uniti   | TD Garden                                            | 1 ; 2              |
| 7 ottobre 2017    | Filadelfia        | Stati Uniti   | Wells Fargo Center                                   | 1 ; 2              |
| 9 ottobre 2017    | Washington        | Stati Uniti   | Capital One Arena                                    | 1 ; 2              |
| 10 ottobre 2017   | Pittsburgh        | Stati Uniti   | PPG Paints Arena                                     | 1 ; 2              |
| 13 ottobre 2017   | Brooklyn          | Stati Uniti   | Barclays Center                                      | 1 ; 2              |
| 14 ottobre 2017   | Newark            | Stati Uniti   | Prudential Center                                    | 1 ; 2              |
| 17 ottobre 2017   | Charlotte         | Stati Uniti   | Spectrum Center                                      | 1 ; 2              |
| 19 ottobre 2017   | Duluth            | Stati Uniti   | Infinite Energy Arena                                | 1 ; 2              |
| 21 ottobre 2017   | Sunrise           | Stati Uniti   | BB&T Center                                          | 1 ; 2              |
| 22 ottobre 2017   | Orlando           | Stati Uniti   | Amway Center                                         | 1 ; 2              |
| 25 ottobre 2017   | Houston           | Stati Uniti   | Toyota Center                                        | 1 ; 2              |
| 26 ottobre 2017   | Dallas            | Stati Uniti   | American Airlines Center                             | 1 ; 2              |
| 27 ottobre 2017   | Austin            | Stati Uniti   | Frank Erwin Center                                   | 1 ; 2              |
| 29 ottobre 2017   | Denver            | Stati Uniti   | Pepsi Center                                         | 1 ; 2              |
| 31 ottobre 2017   | Phoenix           | Stati Uniti   | Talking Stick Resort Arena                           | 1 ; 2              |
| 3 novembre 2017   | Inglewood         | Stati Uniti   | The Forum                                            | 1 ; 2              |
| 4 novembre 2017   | Anaheim           | Stati Uniti   | Honda Center                                         | 1 ; 2              |
| 5 novembre 2017   | San Diego         | Stati Uniti   | Viejas Arena                                         | 1 ; 2              |
| 7 novembre 2017   | Oakland           | Stati Uniti   | Oracle Arena                                         | 1 ; 2              |
| 10 novembre 2017  | Seattle           | Stati Uniti   | KeyArena                                             | 1 ; 2              |
| 11 novembre 2017  | Vancouver         | Canada        | Rogers Arena                                         | 3                  |
| 18 novembre 2017  | Saint Paul        | Stati Uniti   | Xcel Energy Center                                   | 1 ; 2              |
| 19 novembre 2017  | Rosemont          | Stati Uniti   | Allstate Arena                                       | 1 ; 2              |
| 21 novembre 2017  | Detroit           | Stati Uniti   | Little Caesars Arena                                 | 1 ; 2              |
| 22 novembre 2017  | Cleveland         | Stati Uniti   | Wolstein Center                                      | 1 ; 2              |
| Oceania           |                   |               |                                                      |                    |
| 19 aprile 2018    | Auckland          | Nuova Zelanda | Spark Arena                                          | 4                  |
| 21 aprile 2018    | Melbourne         | Australia     | Margaret Court Arena                                 | 4                  |
| 22 aprile 2018    | Sydney            | Australia     | Hordern Pavilion                                     | 4                  |
| 24 aprile 2018    | Perth             | Australia     | HBF Stadium                                          | 4                  |
| 26 aprile 2018    | Sydney            | Australia     | Hordern Pavilion                                     | 4                  |
| 27 aprile 2018    | Brisbane          | Australia     | Riverstage                                           | 4                  |
| Sudamerica        |                   |               |                                                      |                    |
| 6 giugno 2018     | San Paolo         | Brasile       | Espaço das Américas                                  | 5                  |
| 7 giugno 2018     | Rio de Janeiro    | Brasile       | Vivo Rio                                             | 5                  |
| 9 giugno 2018     | Buenos Aires      | Argentina     | Teatro Gran Rex                                      | 5                  |
| 12 giugno 2018    | Santiago del Cile | Cile          | Teatro Caupolicán                                    | 5                  |
| Nord America      |                   |               |                                                      |                    |
| 15 giugno 2018    | Città del Messico | Messico       | Pepsi Center                                         | 5                  |
| 8 luglio 2018     | Montréal          | Canada        | M Telus                                              | 6                  |
| 11 luglio 2018    | East Providence   | Stati Uniti   | Bold Point Pavilion                                  | 7                  |
| 12 luglio 2018    | Saratoga Springs  | Stati Uniti   | Saratoga Performing Arts Center                      | 7                  |
| 14 luglio 2018    | Atlantic City     | Stati Uniti   | Borgata Event Center                                 | 8                  |
| 15 luglio 2018    | Vienna            | Stati Uniti   | Wolf Trap National Park for the Performing Arts      | 7                  |
| 17 luglio 2018    | Indianapolis      | Stati Uniti   | Farm Bureau Insurance Lawn at White River State Park | 7                  |
| 18 luglio 2018    | Nashville         | Stati Uniti   | Ascend Amphitheater                                  | 7                  |
| 20 luglio 2018    | Rogers            | Stati Uniti   | Walmart Arkansas Music Pavilion                      | 7                  |
| 21 luglio 2018    | Independence      | Stati Uniti   | Silverstein Eye Centers Arena                        | 7                  |
| 25 luglio 2018    | Troutdale         | Stati Uniti   | McMenamins Edgefield                                 | 7                  |
| 27 luglio 2018    | Mountain View     | Stati Uniti   | Shoreline Amphitheatre                               | 7                  |
| 28 luglio 2018    | Las Vegas         | Stati Uniti   | Pearl Concert Theater                                | 7                  |
| 30 luglio 2018    | Morrison          | Stati Uniti   | Red Rocks Amphitheatre                               | 9                  |
| 3 agosto 2018     | Honolulu          | Stati Uniti   | Blaisdell Arena                                      | 5                  |
| Asia              |                   |               |                                                      |                    |
| 6 agosto 2018     | Seul              | Corea del Sud | YES 24 Live Hall                                     | 10                 |
| 8 agosto 2018     | Singapore         | Singapore     | The Star Performing Arts Centre                      | 10                 |
| 10 agosto 2018    | Manila            | Filippine     | Kia Theatre                                          | 10                 |
| Europa            |                   |               |                                                      | 10                 |
| 17 settembre 2018 | Madrid            | Spagna        | La Riviera                                           | 11                 |
| 19 settembre 2018 | Parigi            | Francia       | Olympia                                              | 11                 |
| 20 settembre 2018 | Bruxelles         | Belgio        | Ancienne Belgique                                    | 11                 |
| 22 settembre 2018 | Londra            | Regno Unito   | Hammersmith Apollo                                   | 11 ; 12            |
| 23 settembre 2018 | Londra            | Regno Unito   | Hammersmith Apollo                                   | 11 ; 12            |
| 25 settembre 2018 | Amsterdam         | Paesi Bassi   | AFAS Live                                            | 11                 |
| 26 settembre 2018 | Berlino           | Germania      | Columbiahalle                                        | 11                 |

## Festival
| Data           | Città        | Stato        | Luogo                       | Festival                       |
| Nord America   | Nord America | Nord America | Nord America                | Nord America                   |
| -------------- | ------------ | ------------ | --------------------------- | ------------------------------ |
| 19 maggio 2018 | Gulf Shores  | Stati Uniti  | Gulf Shores Public Beaches  | Hangout Music Festival         |
| 27 maggio 2018 | Napa         | Stati Uniti  | Napa Valley Expo            | BottleRock Napa Valley         |
| 2 giugno 2018  | New York     | Stati Uniti  | Randall's Island            | Governors Ball Music Festival  |
| 24 giugno 2018 | Heber City   | Stati Uniti  | River's Edge                | Bonanza Campout Music Festival |
| 29 giugno 2018 | Milwaukee    | Stati Uniti  | Henry Maier Festival Park   | Summerfest                     |
| 6 luglio 2018  | Lansing      | Stati Uniti  | Louis Adado Riverfront Park | Common Ground Music Festival   |
| Asia           |              |              |                             |                                |
| 11 agosto 2018 | Giacarta     | Indonesia    | Gandaria City               | On-Off Festival                |

## Cancellazioni
| Data             | Città    | Stato     | Luogo                  | Causa                        |
| ---------------- | -------- | --------- | ---------------------- | ---------------------------- |
| 3 ottobre 2017   | Montréal | Canada    | Bell Centre            | Problemi logistici           |
| 14 novembre 2017 | Calgary  | Canada    | Scotiabank Saddledome  | Emergenza familiare          |
| 15 novembre 2017 | Edmonton | Canada    | Rogers Place           | Emergenza familiare          |
| 12 agosto 2018   | Bali     | Indonesia | Potato Head Beach Club | Terremoto di Lombok del 2018 |